# Saint-Armel (Morbihan)
Saint-Armel település Franciaországban, Morbihan megyében. Lakosainak száma 885 fő (2022. január 1.). Saint-Armel Le Hézo, Surzur és Sarzeau községekkel határos.

## Népesség
A település népessége az elmúlt években az alábbi módon változott:
| Lakosok száma | 270  | 500  | 661  | 796  | 879  | 894  | 886  | 873  | 877  | 885  |
|               | 1968 | 1982 | 1990 | 2006 | 2013 | 2015 | 2017 | 2019 | 2020 | 2022 |